# Diocese de Dibrugarh
A Diocese de Dibrugarh (Latim:Dioecesis Dibrugarhensis) é uma diocese localizada no município de Dibrugarh, no estado de Assão, pertencente a Arquidiocese de Guwahati na Índia. Foi fundada em 12 de julho de 1951 pelo Papa Pio XII. Com uma população católica de 134.855 habitantes, sendo 1,9% da população total, possui 37 paróquias com dados de 2020.

## História
Em 12 de julho de 1951 o Papa Pio XII cria a Diocese de Dibrugarh através do território da Diocese de Shillong. Em 1964 a Diocese de Dibrugarh juntamente com a Diocese de Shillong perdem território para a formação da Diocese de Tezpur. Em 1973 perde território para a formação da Diocese de Kohima-Imphal. Por fim, em 2005 perde território para a formação da Diocese de Miao.

## Lista de bispos
A seguir uma lista de bispos desde a criação da diocese em 1951.
|                          | Nome                        | Período            | Notas                                       |
| Bispo de Dibrugarh       | Bispo de Dibrugarh          | Bispo de Dibrugarh | Bispo de Dibrugarh                          |
| ------------------------ | --------------------------- | ------------------ | ------------------------------------------- |
| 6º                       | Albert Hemrom               | 2021 - atual       |                                             |
| 5º                       | Joseph Aind, S.D.B.         | 1994 - 2021        |                                             |
| 4º                       | homas Menamparampil, S.D.B. | 1981 - 1992        | Nomeado bispo de Guwahati, futuro arcebispo |
| 3º                       | Robert Kerketta, S.D.B.     | 1970 - 1980        | Nomeado bispo de Tezpur                     |
| 2º                       | Hubert D'Rosario, S.D.B.    | 1964 - 1969        | Nomeado arcebispo de Gauhati-Shilong        |
| 1º                       | Oreste Marengo, S.D.B.      | 1951 - 1964        | Nomeado bispo de Tezpur                     |
| Administrador apostólico |                             |                    |                                             |
| 1º                       | Hubert D'Rosario, S.D.B.    | 1969 - 1970        |                                             |